# Voice Anatomy (programma radiofonico)
Voice Anatomy è stato un programma radiofonico andato in onda su Radio 24 tutte le domeniche, ideato da Pino Insegno, che analizzava ed ospitava le voci più belle e famose del cinema e della televisione, svelando "trucchi" e "segreti" del mondo del doppiaggio e più in genere affrontando tutti gli utilizzi della voce. 
Il programma era scritto da Filippo Cellini con la collaborazione di Alessia Navarro, Damiano Fabbiani Berti e Mauro Meconi. Dal 9 settembre 2018, la quarta stagione del programma cambiò il nome in Voice Factor, riducendo la durata da 180 a 60 minuti.
A partire dal 2020 la trasmissione diventa televisiva, e va in onda su Rai 2 in seconda serata.

## Premi
La trasmissione è stata insignita, il 3 luglio 2016, del Pegaso d'oro per la categoria radio dei 43º Premi Flaiano per l'originalità e lo spessore dei contenuti trattati nel corso della prima stagione 2015/2016.